# Hall of Fame Open 2023
Hall of Fame Open 2023 (còn được biết đến với Infosys Hall of Fame Open vì lý do tài trợ) là một giải quần vợt nam chuyên nghiệp thi đấu trên mặt sân cỏ ngoài trời. Đây là lần thứ 47 giải đấu được tổ chức, và là một phần của ATP 250 trong ATP Tour 2023. Giải đấu diễn ra tại International Tennis Hall of Fame ở Newport, Rhode Island, Hoa Kỳ, từ ngày 17 tháng 7 đến ngày 23 tháng 7 năm 2023.

## Điểm và tiền thưởng

### Phân phối điểm
| Sự kiện | VĐ  | CK  | BK | TK | Vòng 1/16 | Vòng 1/32 | Q  | Q2 | Q1 |
| Đơn     | 250 | 150 | 90 | 45 | 20        | 0         | 12 | 6  | 0  |
| Đôi     | 250 | 150 | 90 | 45 | 0         | —         | —  | —  | —  |

### Tiền thưởng
| Sự kiện | VĐ      | CK      | BK      | TK      | Vòng 1/16 | Vòng 1/32 | Q2     | Q1     |
| Đơn     | $97,760 | $57,025 | $33,525 | $19,425 | $11,280   | $6,895    | $3,445 | $1,880 |
| Đôi*    | $33,960 | $18,170 | $10,660 | $5,950  | $3,510    | —         | —      | —      |

*mỗi đội

## Nội dung đơn

### Hạt giống
| Quốc gia | Tay vợt            | Xếp hạng1 | Hạt giống |
| -------- | ------------------ | --------- | --------- |
| USA      | Tommy Paul         | 15        | 1         |
| FRA      | Adrian Mannarino   | 35        | 2         |
| FRA      | Ugo Humbert        | 39        | 3         |
| USA      | Mackenzie McDonald | 54        | 4         |
| USA      | Maxime Cressy      | 58        | 5         |
| AUS      | Max Purcell        | 64        | 6         |
| AUS      | Jordan Thompson    | 70        | 7         |
| FRA      | Corentin Moutet    | 71        | 8         |

- 1 Bảng xếp hạng vào ngày 3 tháng 7 năm 2023.[2][3]

### Vận động viên khác
Đặc cách:
- Kevin Anderson
- Ethan Quinn
- Eliot Spizzirri

Vượt qua vòng loại:
- Alex Bolt
- Chung Yun-seong
- Mukund Sasikumar
- Li Tu

### Rút lui
- Radu Albot → thay thế bởi  Abdullah Shelbayh
- Christopher Eubanks → thay thế bởi  Steve Johnson
- Dominik Koepfer → thay thế bởi  Shintaro Mochizuki
- Jason Kubler → thay thế bởi  Aleksandar Kovacevic
- Michael Mmoh → thay thế bởi  Alex Michelsen
- Yosuke Watanuki → thay thế bởi  Gijs Brouwer

## Nội dung đôi

### Hạt giống
| Quốc gia | Tay vợt           | Quốc gia | Tay vợt         | Xếp hạng1 | Hạt giống |
| -------- | ----------------- | -------- | --------------- | --------- | --------- |
| USA      | Nathaniel Lammons | USA      | Jackson Withrow | 73        | 1         |
| AUS      | Rinky Hijikata    | USA      | Reese Stalder   | 117       | 2         |
| IND      | Yuki Bhambri      | IND      | Saketh Myneni   | 134       | 3         |
| GBR      | Julian Cash       | USA      | Maxime Cressy   | 135       | 4         |

- 1 Bảng xếp hạng vào ngày 3 tháng 7 năm 2023.

### Vận động viên khác
Đặc cách:
- Kevin Anderson /  Ethan Quinn
- Tommy Paul /  Eliot Spizzirri

### Rút lui
- Christopher Eubanks /  Reese Stalder → thay thế bởi  Rinky Hijikata /  Reese Stalder
- Rinky Hijikata /  Jason Kubler → thay thế bởi  Théo Arribagé /  Luca Sanchez
- Marcelo Melo /  John Peers → thay thế bởi  Chung Yun-seong /  Aleksandar Kovacevic

## Nhà vô địch

### Đơn
- Adrian Mannarino đánh bại  Alex Michelsen, 6–2, 6–4

### Đôi
- Nathaniel Lammons /  Jackson Withrow đánh bại  William Blumberg /  Max Purcell, 6–3, 5–7, [10–5]